# Asz-Szajch Maksud
Asz-Szajch Maksud – dzielnica Aleppo, którą zamieszkują głównie Kurdowie. W spisie z 2004 roku liczyła 116 214 mieszkańców i była administracyjnie podzielona na dwa osiedla, zamieszkiwane odpowiednio przez 66 158 i 50 056 osób.
W czasie wojny domowej w Syrii dzielnica znalazła się pod kontrolą kurdyjskich oddziałów YPG. W lutym 2018 roku przekazały ją one syryjskim władzom państwowym.